# Toxicodendron vernix
El zumaque venenoso (Toxicodendron vernix o Rhus vernix) es un arbusto leñoso de hasta 3 m de altura. Todas sus partes contienen la resina tóxica urushiol, causante de irritación de piel y de mucosas en humanos. Al quemarse el vegetal, aspirar el humo que desprende causa diarrea y otras irritaciones internas.

## Descripción
Las hojas son pinnadas, de 20 a 50 cm de longitud, con 7 a 13 folíolos; los folíolos tienen 4 a 10 cm de longitud y a veces faltan de hojas individuales. Las nervaduras maduras son siempre rojas. Los frutos son pequeñas bayas (drupas) grises o blancas, en panículas de 10 a 20 cm de longitud; esto la distingue de otros zumaques Rhus que tienen bayas rojas.

## Distribución y hábitat

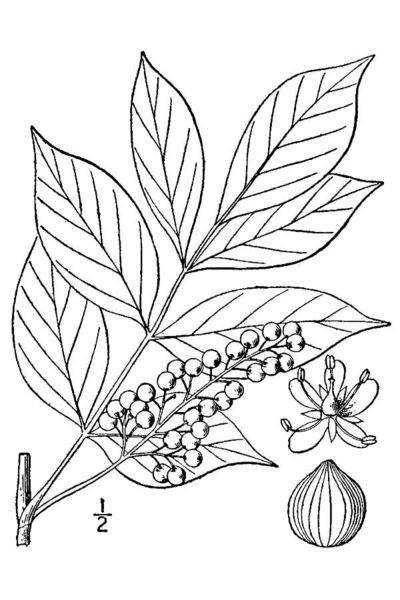
Zumaque venenoso.

El zumaque crece exclusivamente en suelos muy húmedos o inundados, en el este de EE. UU. y en Canadá.
En EE. UU., crece tan al oeste como Wisconsin, hallándose solamente en el sur del estado. En EE. UU., está en la Lista de Malezas Nocivas de 1974 en:Federal Noxious Weed Act of 1974, enmienda 7 U.S.C. 2801 et seq., como "maleza nociva".

## Toxicidad
Muchos estados de EE. UU. listan a esta planta en categorías similares. Es considerada "Maleza Invasiva de EE.UU."  (enlace roto disponible en Internet Archive; véase el historial, la primera versión y la última).. Como potencial causa de dermatitis de contacto por urushiol, el zumaque venenoso es mucho más virulento que su pariente Toxicodendron radicans hedera venenosa, y Toxicodendron pubescens avena venenosa. Según algunos botánicos, el zumaque venenoso (Toxicodendron vernix) es el más tóxico de las especies en EE. UU. (Frankel, 1991).

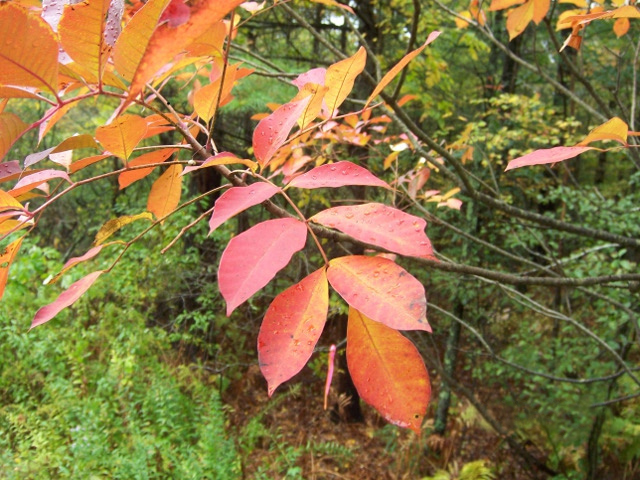
Detalle de las hojas en otoño.

### Prevención, tratamiento, y seguridad
Para información sobre prevención y tratamiento de alergias con Toxicodendron, ver Dermatitis de contacto por urushiol.

## Taxonomía
Toxicodendron vernix fue descrita por Shafer ex Kuntze y publicado en North American Trees 610. 1908.
Etimología
Toxicodendron: nombre genérico que deriva de las palabras griegas: τοξικός (toxikos), que significa "veneno", y δένδρον (dendron), que significa "árbol".
vernix: epíteto
Sinonimia
- Toxicodendron vernix (L.) Kuntze[3]